# Museo nazionale di antropologia (Filippine)
Il Museo nazionale di antropologia delle Filippine (filippino: filippino: Pambansang Museo ng Antropolohiya), in precedenza noto come Museo del popolo filippino (filippino: Museo ng Lahing Pilipino), è un museo componente della rete del Museo nazionale delle Filippine che ospita le divisioni di antropologia e di archeologia. È localizzato nell'Agrifina Circle, Rizal Park, Manila adiacente all'edificio del Museo nazionale delle belle arti. L'edificio ospitava in precedenza il Dipartimento delle Finanze. Ospita anche il relitto della San Diego, antichi manufatti e le divisioni di zoologia.

## Gallerie/uffici

### Piano terra
- Casa ifugao / Cortile

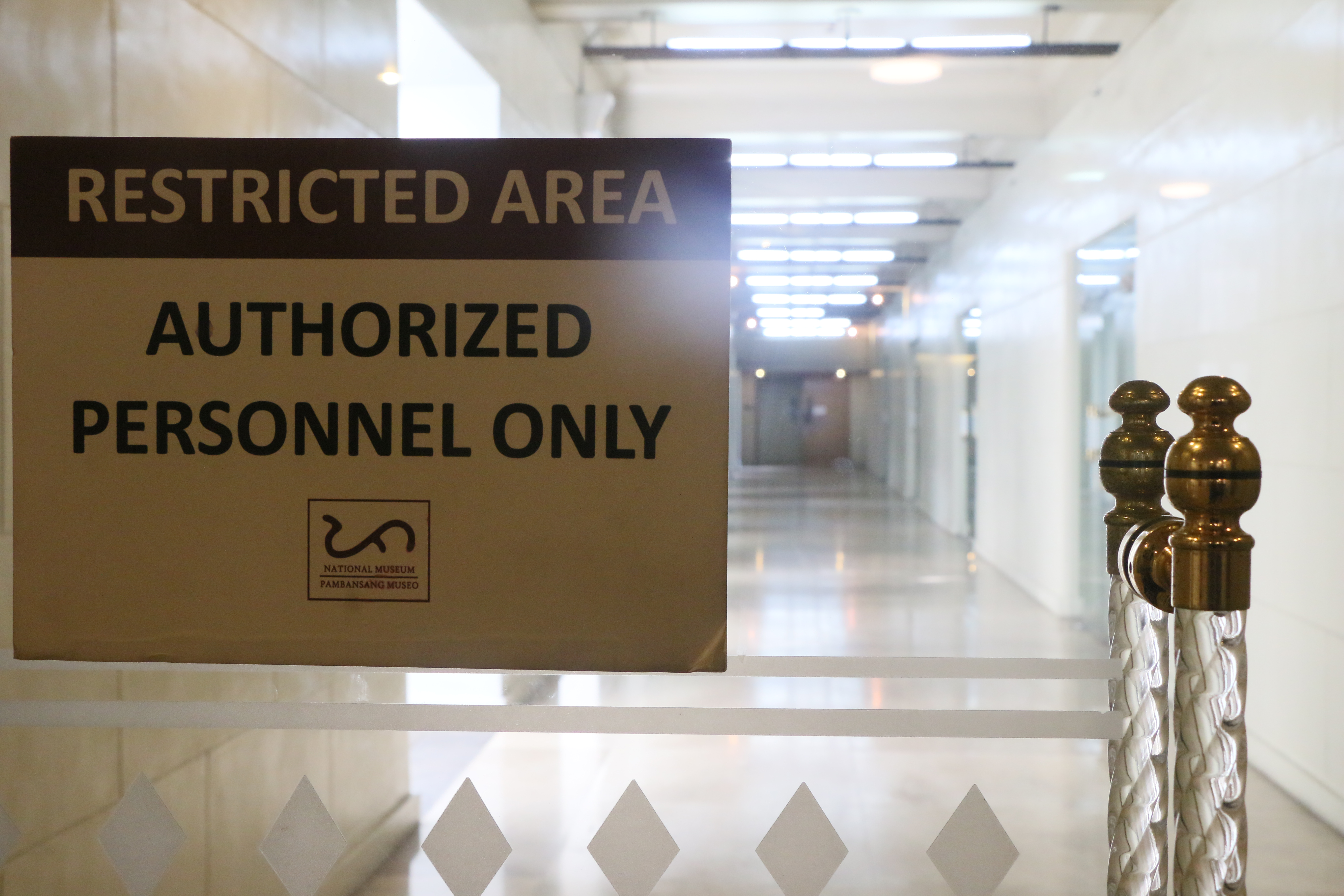
Corridoio che conduce agli uffici

- Ufficio della Fondazione dei musei delle Filippine
- Ufficio della Divisione di archeologia
- Ufficio della Divisione di etnologia
- Ufficio della Divisione del patrimonio culturale marittimo e subacqueo
- Biblioteca del Museo nazionale

### Secondo piano
- Sala dei marmi

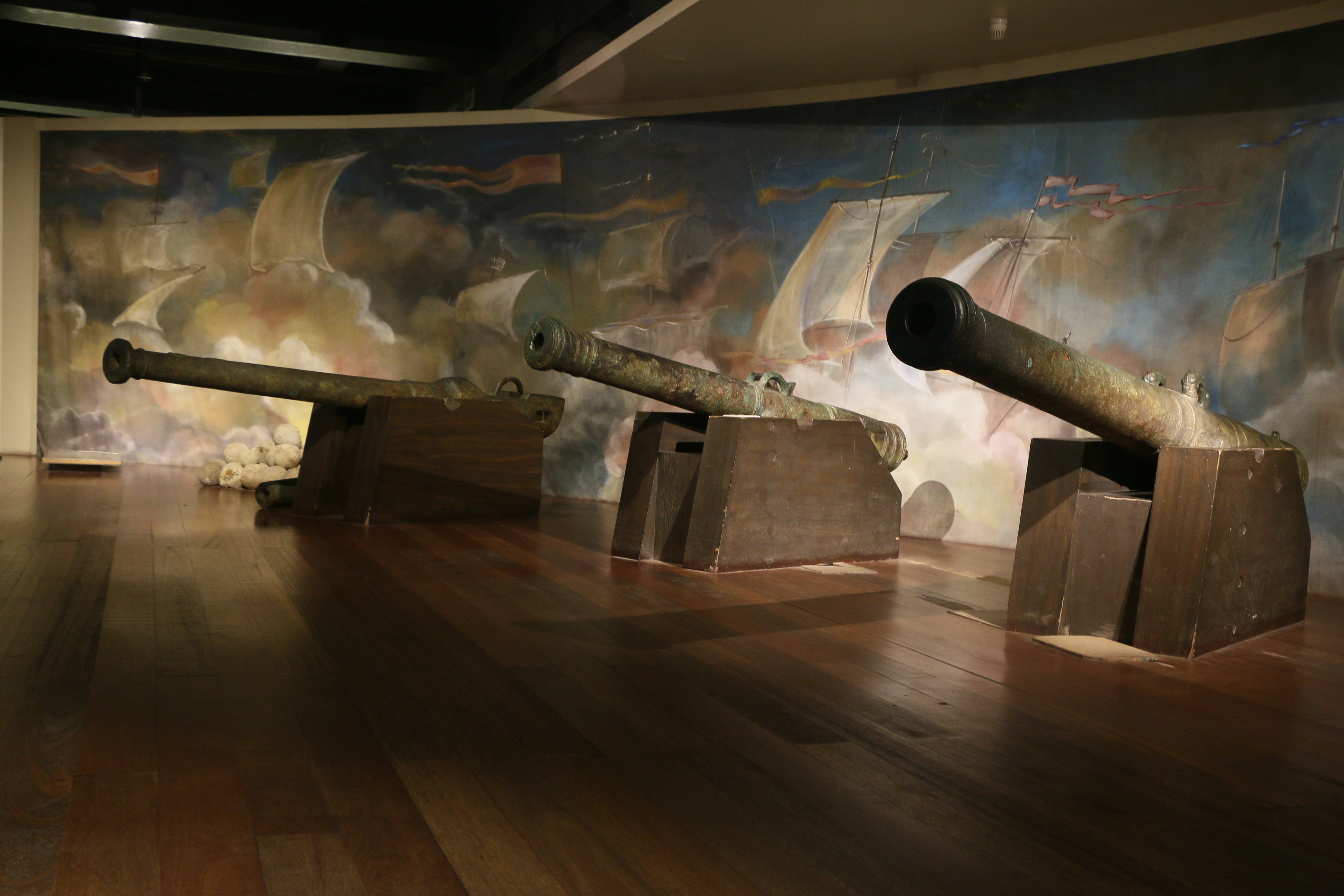
Galleria "La San Diego: 500 anni di commercio marittimo"

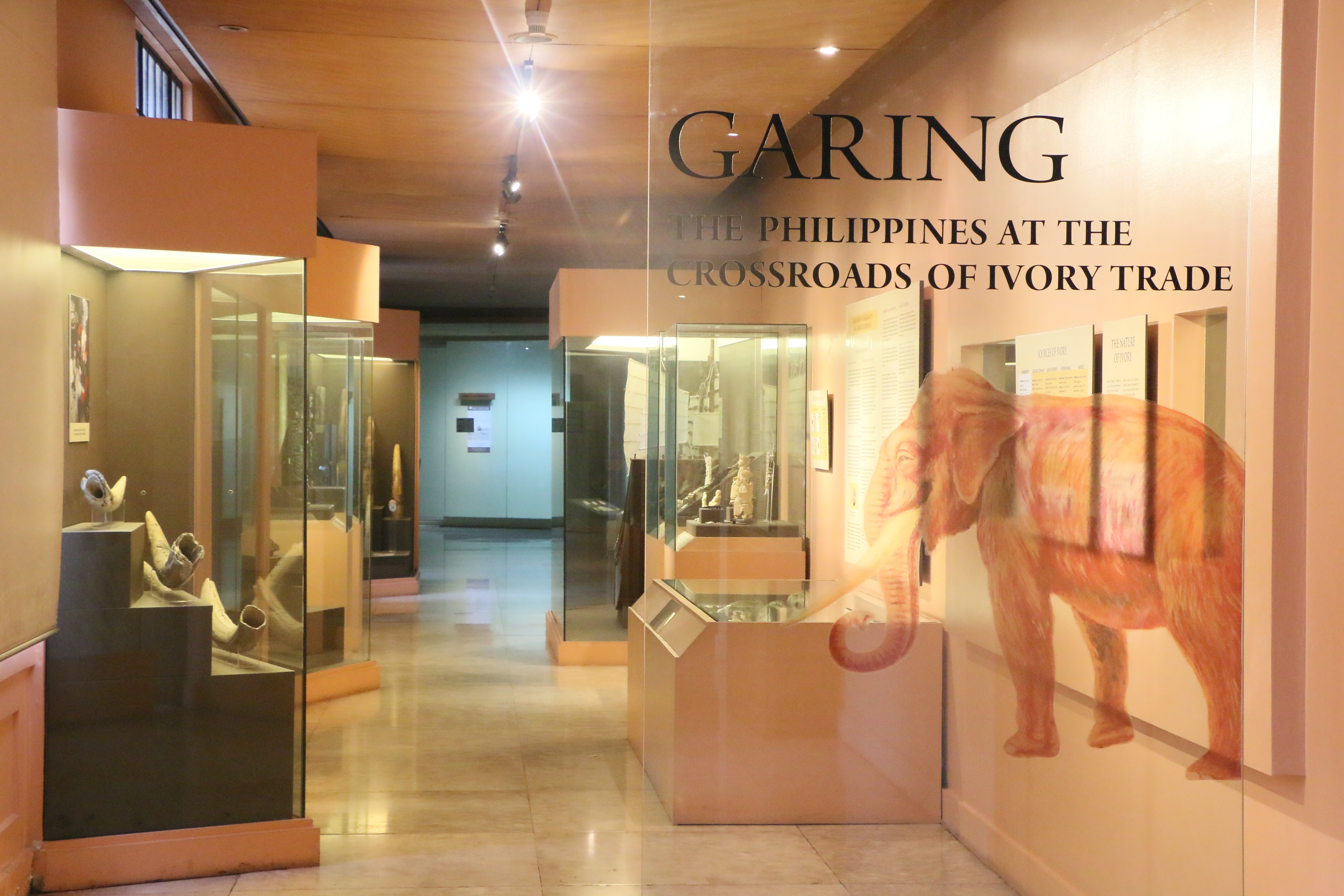
Galleria "Garing: Le Filippine all'incrocio del commercio di avorio"

- La San Diego: 500 anni di commercio marittimo
- Garing: Le Filippine all'incrocio del commercio di avorio

### Terzo piano
- Di Guerra e Pace

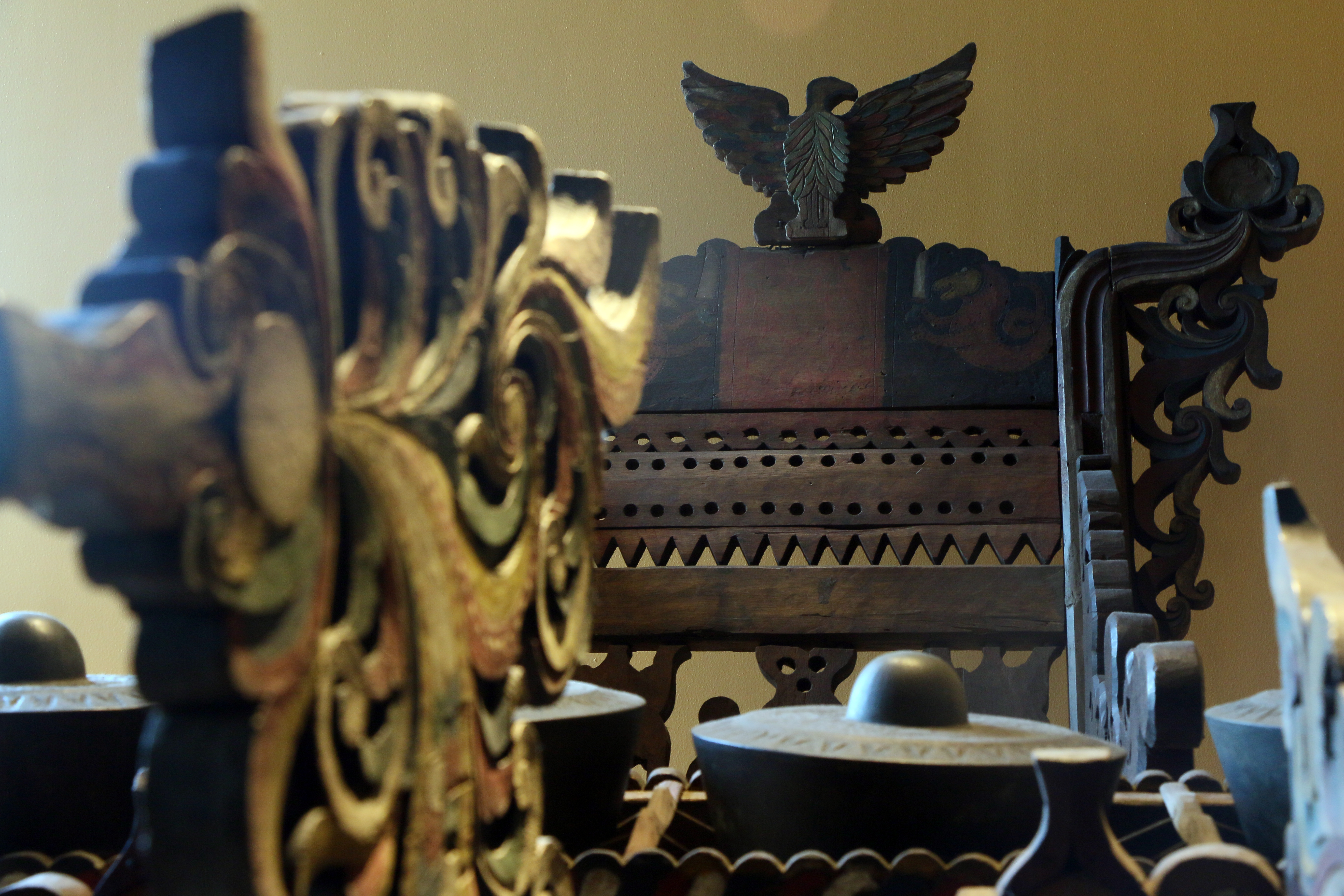
Uno degli oggetti esposti nella Galleria Bangsamoro

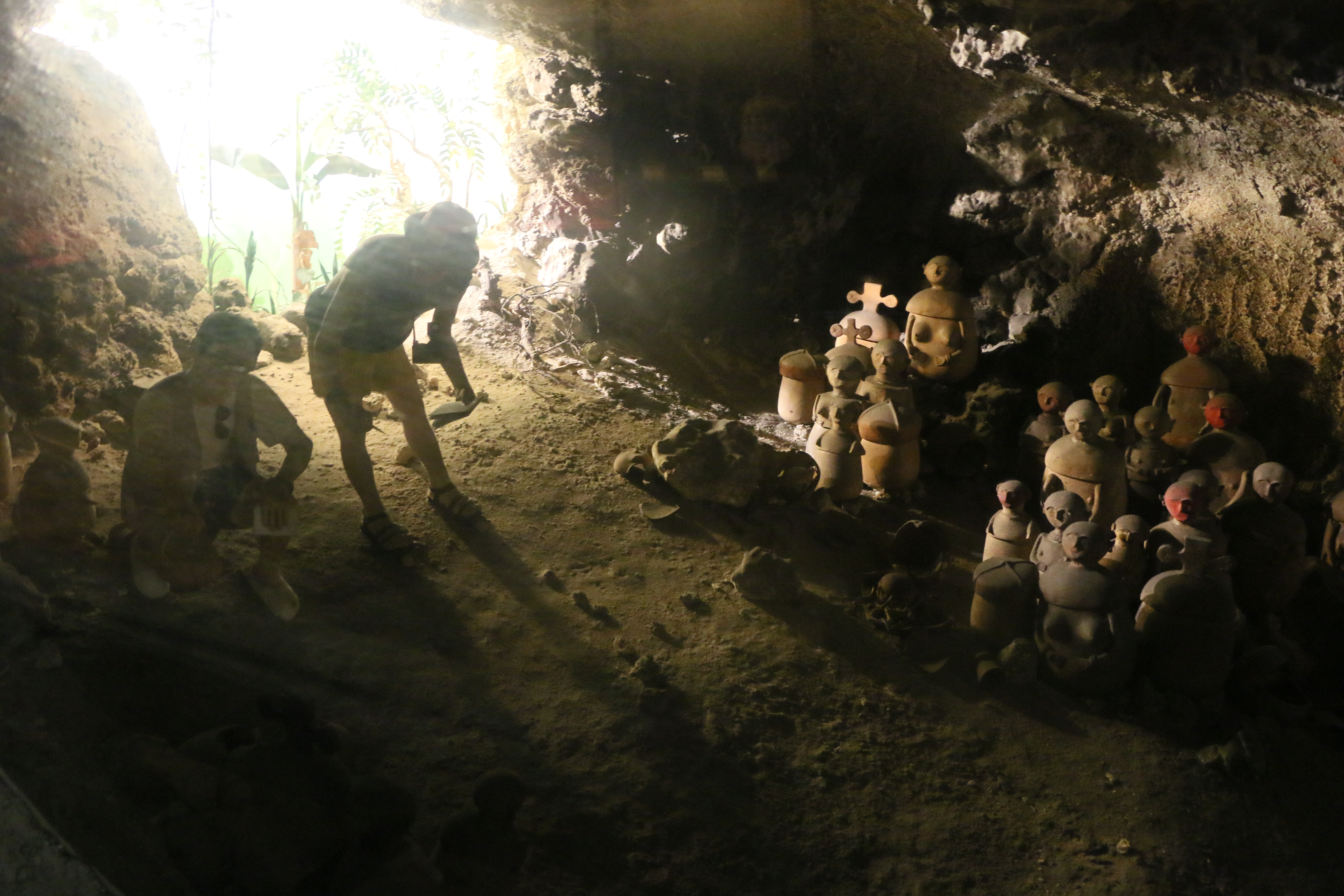
Un diorama della scoperta delle giare di sepoltura esposte nella Galleria "Kaban ng Lahi"

- Manlilikha ng Bayan Hall (Tesoro vivente nazionale)
- "Lumad: Mindanao"
- Fede, tradizione e luogo: arte Bangsamoro dalla Collezione etnografica nazionale
- "Kaban ng Lahi" (Tesori archeologici)

### Quarto piano

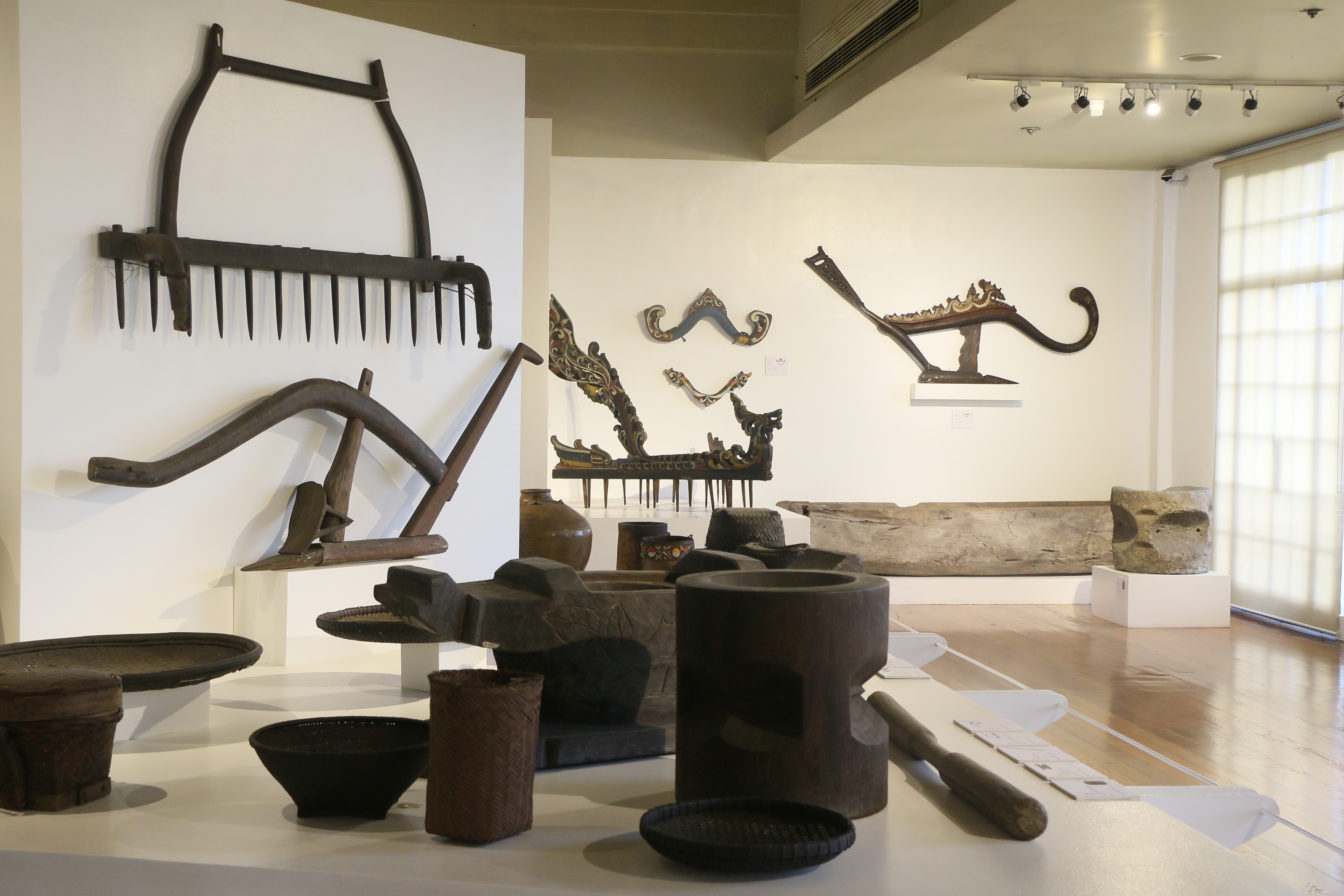
Galleria "Riso, Biodiversità e Cambiamento climatico"

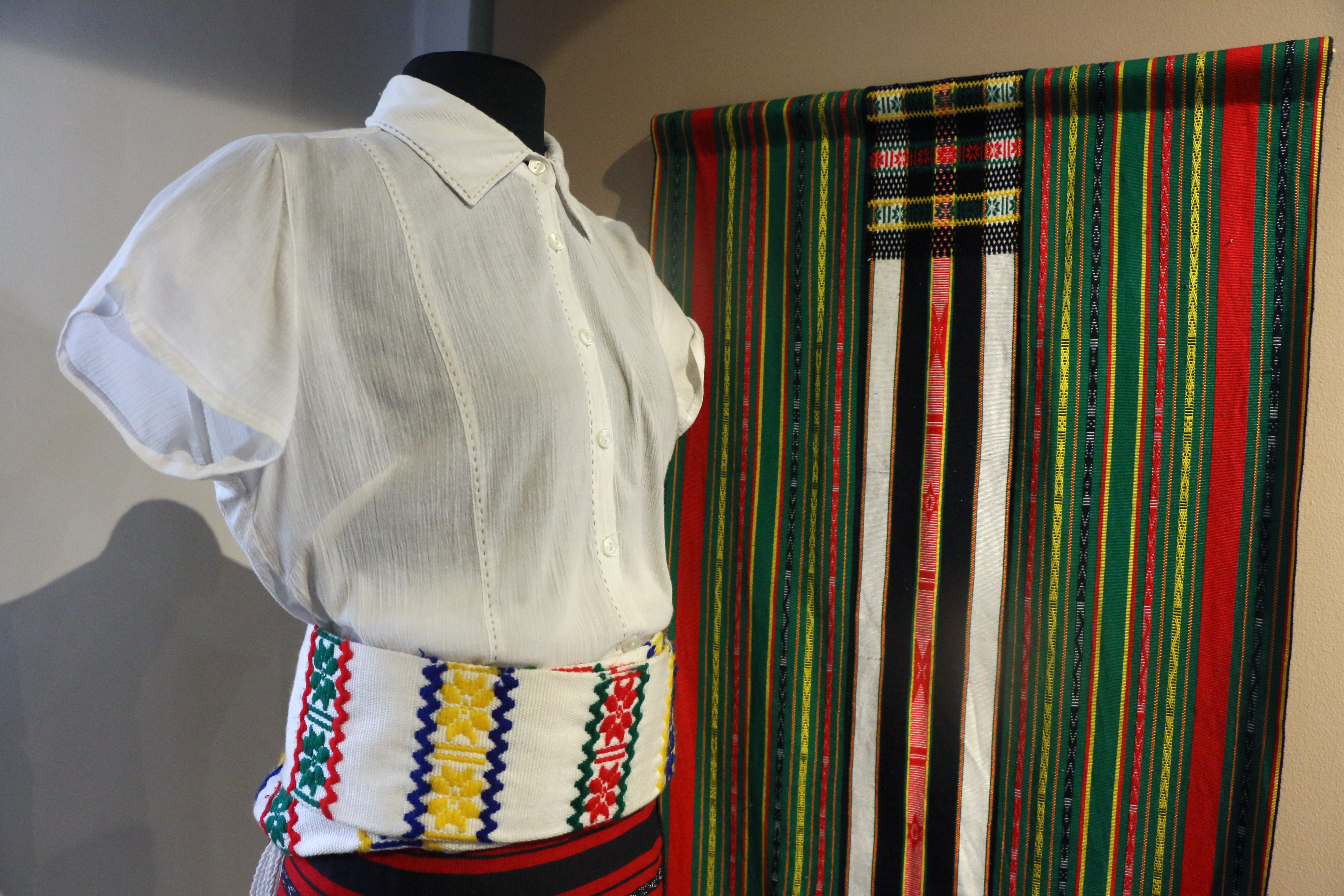
Uno dei tessuti esposti nella Galleria "Hibla ng Lahing Filipino"

- Sala di ricevimento (Galleria del cambiamento)
- Riso, Biodiversità e Cambiamento climatico
- "Hibla ng Lahing Filipino:" L'artigianato dei tessuti filippino
- "Baybayin:" Scritti tradizionali delle Filippine
- Sfere intrecciate: stuoie e canestri come contenitori, costumi e trasportatori
- Ufficio della Divisione dei Servizi museali

### Quinto piano
- Depositi entnologici e zoologici

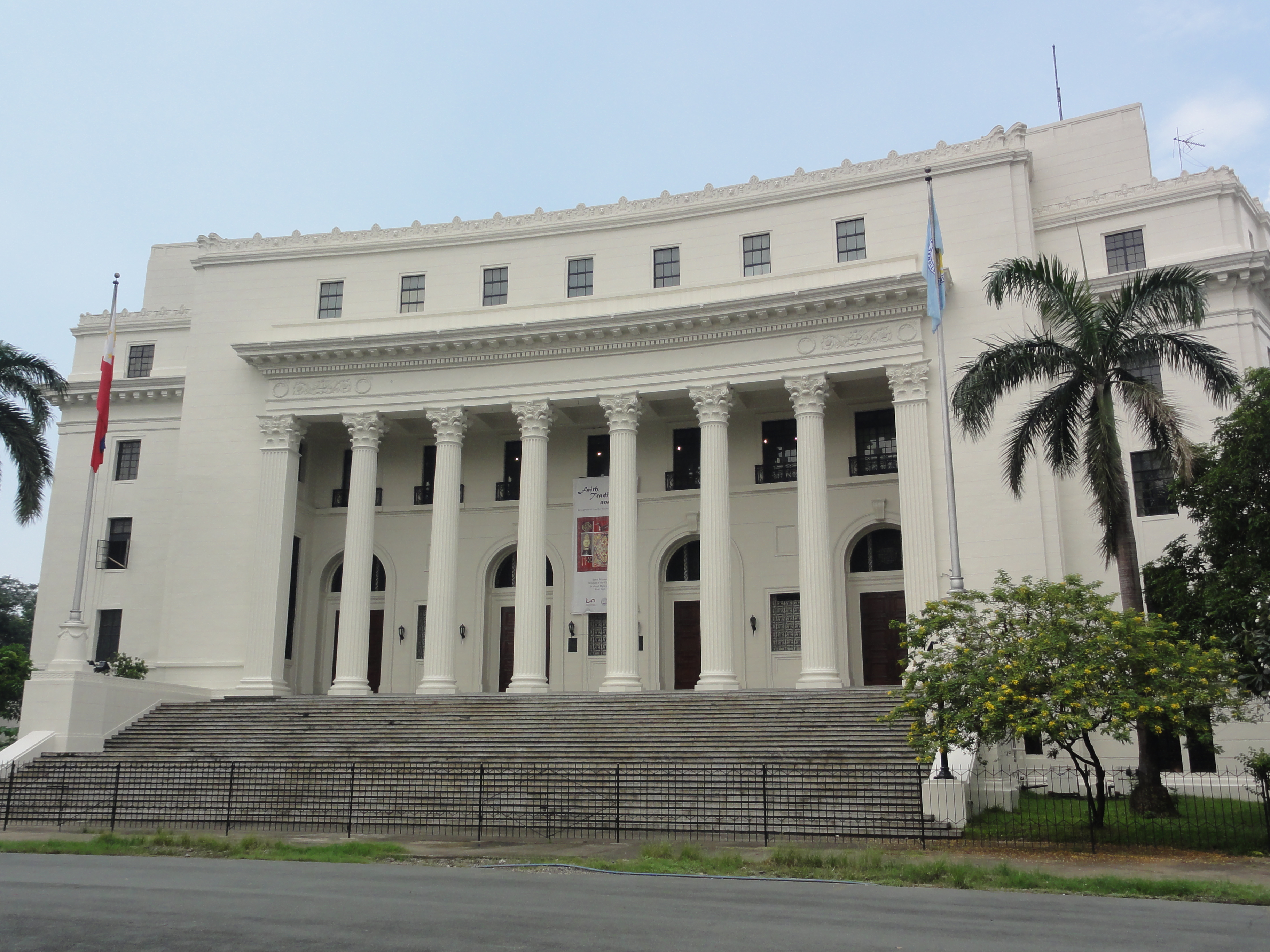
Facciata del Museo nazionale di antropologia nel 2014.
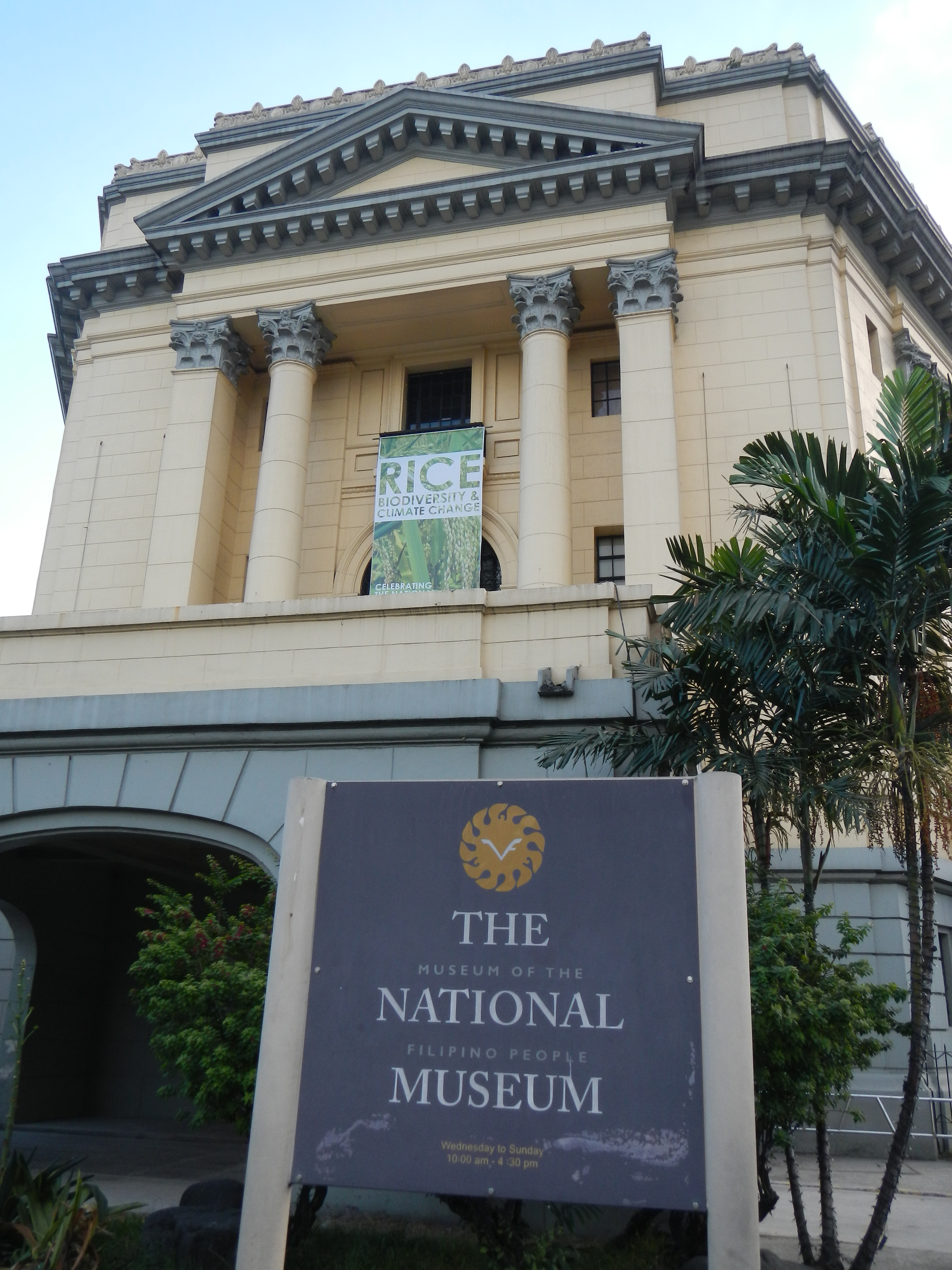
Facciata del Museo del popolo filippino (prima della ristrutturazione).
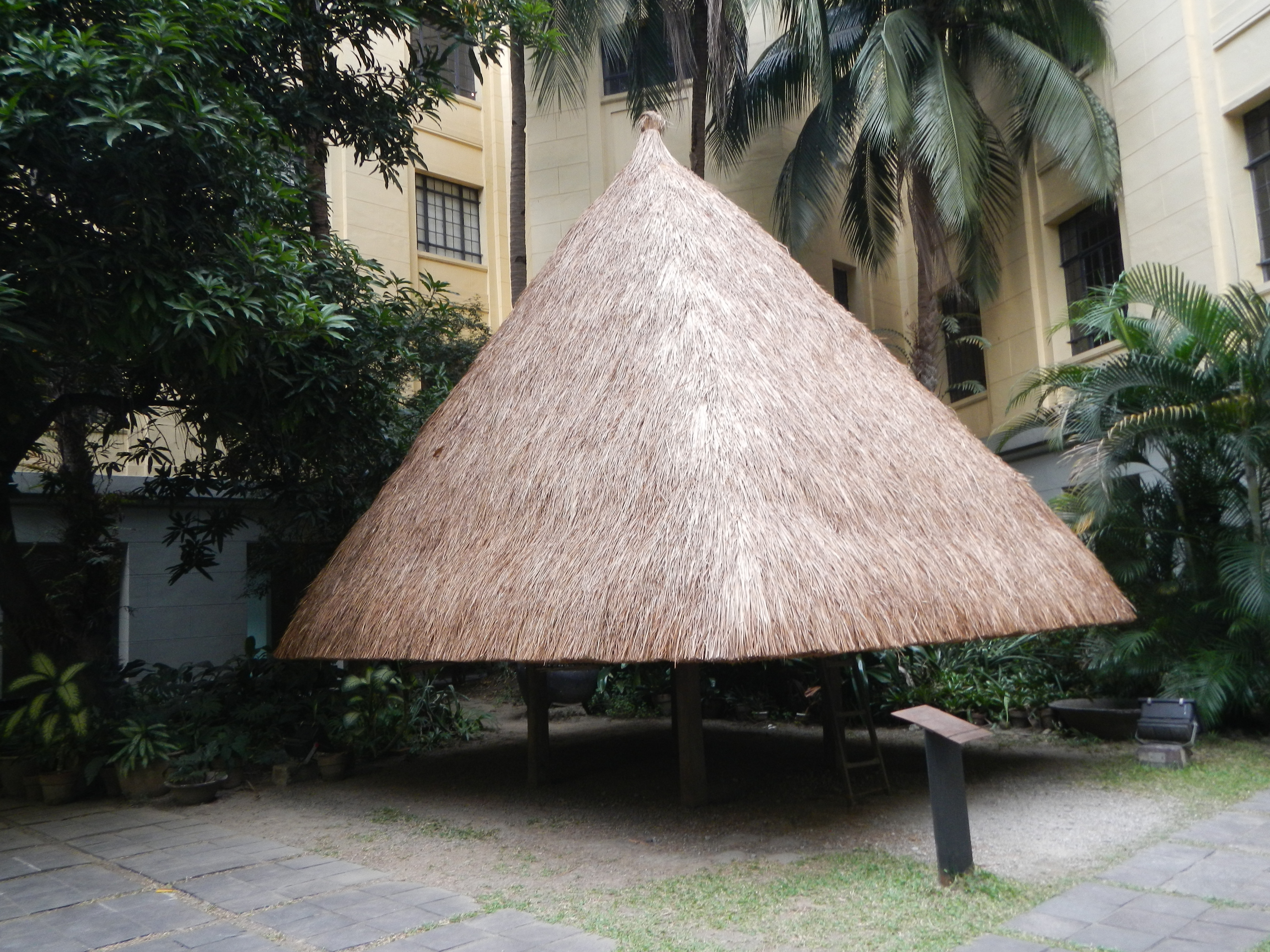
Un modello di una casa ifugao nel cortile dell'edificio.